# Le Vieux-Longueuil
Le Vieux-Longueuil – jedna z trzech dzielnic miasta Longueuil w Quebecu. Obejmuje cały obszar pierwotnego miasta Longueuil, sprzed reorganizacji municypalnych w Quebecu w 2002. Nazwa
Vieux-Longueuil odnosi się również do mniejszego obszaru, będącego najstarszą częścią miasta.
Liczba mieszkańców Le Vieux-Longueuil wynosi 130 069. Język francuski jest językiem ojczystym dla 84,3%, angielski dla 2,7% mieszkańców (2006).